# Кобзарева, Елена Игоревна
Елена Игоревна Кобзарева (28 апреля 1963 — 2 марта 2014) — доктор исторических наук (2007), старший научный сотрудник Института российской истории РАН.

## Биография
Родилась 28 апреля 1963 г. в семье ученых. Мать — лингвист Ариадна Ивановна Кузнецова, отец — физик-теоретик Игорь Юрьевич Кобзарев. Внучка академика Юрия Борисовича Кобзарева.
Окончила исторический факультет МГУ. С детства страдала церебральным параличом, всю жизнь преодолевала тяжёлый недуг.

## Научная деятельность
Диссертации:
- Известия о событиях в Западной Европе в документах посольского приказа XVII в. : диссертация … кандидата исторических наук : 07.00.09 / МГУ им. М. В. Ломоносова. — Москва, 1988. — 268 с.
- Новгородская земля и шведы в период Смуты XVII в. : диссертация … доктора исторических наук : 07.00.02. — Москва, 2006. — 302 с.

Монографии:
- «Дипломатическая борьба России за выход к Балтийскому морю в 1655—1661 гг.» (М. 1998)
- «Шведская оккупация Новгорода в период Смуты XVII в.» (М. 2005)
- «Россия и Швеция в системе международных отношений в 1672—1681 гг.». (М. 2017)

При её участии была подготовлена фундаментальная публикация документов «Русская и украинская дипломатия в международных отношениях в Европе середины XVII в.». (М., 2007).